# Voschod 1
Voschod 1 fu una missione sovietica nello spazio composta da un equipaggio di tre cosmonauti. Per la prima volta nella storia dell'esplorazione umana dello spazio venne portata nell'orbita terrestre una navicella spaziale equipaggiata da più piloti e per la prima volta venne portato in orbita uno scienziato-cosmonauta.

## Preparazione
Terminato con successo a giugno del 1963 il volo di gruppo della Vostok 5 e Vostok 6, missioni che contemporaneamente da una parte aveva significato il raggiungimento di un nuovo record mondiale di durata di una missione nello spazio e dall'altra parte era riuscita a portare la prima donna nello spazio, incominciò un periodo di crisi per l'esplorazione spaziale da parte dell'Unione Sovietica. Le possibilità tecniche della capsula Vostok avevano raggiunto il loro limite e pertanto non si potevano attendere ulteriori risultati spettacolari o nuovi primati.
Gli Stati Uniti d'America stavano preparando il programma Gemini, da svolgere con capsule biposto ma che si lasciavano pilotare per eseguire delle manovre orbitali, in particolar modo manovre di aggancio ad altre navicelle spaziali. Il primo volo di collaudo privo di equipaggio si era svolto con successo ad aprile del 1964, mentre la prima missione equipaggiata fu prevista per l'inizio dell'anno 1965.
Proprio in questo periodo venne presa da parte del direttivo sovietico la decisione di non eseguire ulteriori missioni del programma Vostok, ma di portare, mediante modifica delle capsule Vostok, più cosmonauti contemporaneamente nell'orbita terrestre. Per simulare la costruzione di una nuovissima navicella spaziale entro brevissimo tempo, venne deciso di eseguire tutte le successive missioni sotto la nuova denominazione di programma Voschod.
Il primo volo di collaudo di una capsula Voschod priva di equipaggio venne lanciato con la denominazione di Cosmos 47 il 6 ottobre 1964 e fatto atterrare circa 24 ore più tardi. Questo unico test venne ritenuto sufficiente per eseguire solo pochi giorni più tardi il lancio della prima capsula equipaggiata da tre cosmonauti.

## L'equipaggio
La scelta dell'equipaggio fu complessa dato che non vennero presi in considerazione esclusivamente i piloti addestrati, bensì ulteriori settori lavorativi che potevano dimostrare un certo interesse all'esplorazione spaziale. Inoltre non solo si considerò lo stato di addestramento dei singoli aspiranti cosmonauti, ma le scelte vennero notevolmente influenzate da determinate lobby.
A marzo del 1964 venne deciso che la Voschod 1 sarebbe stata equipaggiata da un cosmonauta quale comandante, da un medico e da un ingegnere.
Fu chiaro che il cosmonauta incaricato di pilotare la navicella spaziale sarebbe stato uno del gruppo cosmonauti n. 1 che si era particolarmente qualificato durante la fase di addestramento ma non era ancora volato nello spazio, cioè Boris Valentinovič Volynov, Evgenij Vasil'evič Chrunov, Pavel Ivanovič Beljaev, Aleksej Archipovič Leonov e Vladimir Michajlovič Komarov. Un ulteriore candidato fu Georgij Timofeevič Beregovoj, inserito nel gruppo dei cosmonauti solo grazie alla pressione politica. Già a maggio del 1964 gli aspiranti alla missione vennero ridotti a quattro, precisamente a Volynov, Komarov, Leonov e Chrunov.
Quattro furono pure i medici che aspiravano a un posto a bordo della Voschod 1: Boris Borisovič Egorov, Boris Poljakov, Vasilij Lazarev e Aleksej Sorokin.
Il terzo posto a bordo della capsula fu riservato per uno scienziato o un ingegnere. In un primo momento fu esclusivamente Georgij Petrovič Katys a candidarsi a tale posizione e solo dopo qualche settimana fu lo stesso Sergej Pavlovič Korolëv, capo costruttore del centro di costruzione veicoli dell'Agenzia Spaziale Russa a presentare ulteriori aspiranti cosmonauti, fra cui Konstantin Petrovič Feoktistov, Vladislav Nikolaevič Volkov, Georgij Michailovič Grečko, Valerij Nikolaevič Kubasov, Oleg Grigor'evič Makarov e Nikolaj Nikolaevič Rukavišnikov.
A luglio del 1964 i candidati per la missione Voschod si erano ridotti a sette: Komarov e Volynov per il ruolo di comandante, Feoktistov e Katys come scienziati ed Egorov, Sorokin e Lazarev come medici.
Il 6 luglio fu allora il direttore del centro di addestramento cosmonauti Nikolaj Petrovič Kamanin, a ufficializzare la scelta dell'equipaggio principale caduta su Volynov, Katys ed Egorov. L'equipaggio di riserva era composto da Komarov, Feoktistov e Sorokin.
Korolëv tentò allora di attivare tutte le possibilità per inserire il suo ingegnere Feoktistov nell'equipaggio principale al discapito di Katys. Furono indiscusse le qualificazioni tecniche per quanto riguardava il lavoro da costruttore di Feoktistov, ma lo stesso in un primo momento non era stato selezionato in quanto non veniva ritenuto sufficientemente idoneo dal punto di vista fisico. In particolare si temevano enormi problemi dato che la sua vista era evidentemente scarsa.
Katys venne comunque cancellato dall'equipaggio principale quando divenne noto che suo padre era stato condannato alla pena di morte quale nemico di Stato. Inoltre dei fratelli di Katys si erano trasferiti in Europa vivendo in Francia. Pertanto fu definitivamente chiaro che Katys non poteva più essere idoneo per volare nello spazio da cosmonauta, fatto che in ogni circostanza doveva essere sfruttabile per la propaganda politica del regime sovietico.
A ottobre infine furono i più alti esponenti politici a effettuare la scelta e nomina definitiva dell'equipaggio principale della missione e furono ufficializzati i nomi di Komarov, Feoktistov ed Egorov.

## Missione
Voschod 1 venne lanciato il 12 ottobre 1964 alle ore 07:30 UTC dalla rampa di lancio n. 1 del cosmodromo di Baikonur. Dopo circa 9 minuti aveva raggiunto la traiettoria d'orbita prevista. Durante la seconda orbita intorno alla Terra, l'equipaggio non omise di trasmettere uno speciale messaggio di saluto a tutti gli atleti che stavano disputando i giochi olimpici di Tokyo. Successivamente vennero trasmesse delle immagini televisive registrate all'interno dell'abitacolo della capsula spaziale. Ovviamente non mancò il collegamento via radio con Mosca, dove fra l'altro vi fu un colloquio tra l'equipaggio e il Primo Segretario del Partito Comunista dell'Unione Sovietica (PCUS), cioè il leader dell'Unione Sovietica Nikita Chruščёv.
Le 24 ore della durata della missione furono relativamente brevi, confrontandola con precedenti missioni eseguite da parte dei sovietici. A tutt'oggi non è definitivamente stato chiarito, se tale durata corrisponde a quanto previsto dai programmi originari, oppure se l'atterraggio sia stato anticipato, cioè se fu effettuata un'interruzione della missione a causa degli enormi problemi di un cosmonauta dovuti alla cosiddetta malattia dello spazio (un malessere con sintomi paragonabili al mal di mare) oppure se l'interruzione della missione fu dovuta a causa della difficile situazione politica di Mosca, dove proprio in quel momento Chruščёv stava per essere dimesso da tutte le sue cariche di potere.
A ogni modo Voschod 1 atterrò il giorno successivo del lancio alle ore 07:47 UTC. Il posto d'atterraggio si trova circa a 52°2' Nord, 68°8' Est, a circa 30 km a nordovest di Qostanai. Al contrario delle capsule Vostok i tre cosmonauti non venivano catapultati dalla capsula spaziale mediante un seggiolino eiettabile, ma atterrarono all'interno della stessa. Per questo motivo, oltre al paracadute principale, per frenare la capsula venivano utilizzati appositi retrorazzi alimentati da carburante solido. I tre cosmonauti poterono uscire dall'abitacolo autonomamente e attendere le squadre di soccorso e di recupero.
Come al solito, l'equipaggio venne portato alla città più vicina (Qostanai), ma i cosmonauti attesero invano la telefonata di complimenti da parte di Chruščёv. Il giorno successivo, il 14 ottobre, l'equipaggio di questa missione fece ritorno a Baikonur, dove si iniziò a intravedere quali fossero le vere ragioni del prolungato silenzio da parte di Mosca, cioè gli scombussolamenti politici che stavano incombendo sull'Unione Sovietica durante quelle ore. Poco dopo venne disdetto definitivamente il programmato ricevimento dell'equipaggio sulla Piazza Rossa di Mosca e appena il 19 ottobre 1964, i tre cosmonauti vennero trasferiti a Mosca, dove ormai a riceverli fu il nuovo Primo Ministro Leonid Il'ič Brežnev.

## Ulteriori dati
- Massa: 5.320 kg
- Perigeo: 177 km
- Apogeo: 377 km
- Inclinazione assiale: 64,9°
- Periodo orbitale: 90,0 min

## Importanza
Come successo durante le missioni del programma Vostok, il mondo intero seguì con interesse il volo della Voschod 1. Infatti ancor prima che gli Stati Uniti d'America fossero riusciti a lanciare la loro prima navicella spaziale biposto, l'Unione Sovietica era riuscita nell'intento di portare tre cosmonauti nell'orbita terrestre. Il fatto che solo uno dei tre cosmonauti scelti a formare l'equipaggio fosse un esperto pilota appositamente addestrato e che non fossero state utilizzate le tute spaziali, venne interpretato come chiaro segno dell'assoluta affidabilità della nuova capsula spaziale Voschod.
Lo sviluppo della capsula per il programma Sojuz invece, procedeva molto più lentamente del previsto e pertanto si poterono programmare ulteriori missioni da eseguire con la capsula Voschod. Per la primavera del 1965 fu prevista la missione Voschod 2, equipaggiata da solo due cosmonauti ma durante la quale fu previsto che per la prima volta nella storia dell'esplorazione umana dello spazio un pilota lasciasse la sua capsula per eseguire dell'attività extraveicolare. Inoltre furono previste delle missioni di lunga durata e delle missioni equipaggiate esclusivamente da donne cosmonaute.